# (35380) 1997 WJ21
1997 WJ21 (asteroide 35380) é um asteroide da cintura principal. Possui uma excentricidade de 0.21984530 e uma inclinação de 5.71649º.
Este asteroide foi descoberto no dia 30 de novembro de 1997 por Takao Kobayashi em Oizumi.